# Cleveland Cavaliers 1984-1985
La stagione 1984-85 dei Cleveland Cavaliers fu la 15ª nella NBA per la franchigia.
I Cleveland Cavaliers arrivarono quarti nella Central Division della Eastern Conference con un record di 36-46. Nei play-off persero al primo turno con i Boston Celtics (3-1).

## Roster
| N° | Naz.                   | Ruolo | Sportivo       | Anno | Alt. | Peso |
| -- | ---------------------- | ----- | -------------- | ---- | ---- | ---- |
| 4  | Stati Uniti (bandiera) | A     | Campy Russell  | 1952 | 203  | 98   |
| 5  | Stati Uniti (bandiera) | G     | John Bagley    | 1960 | 183  | 84   |
| 8  | Stati Uniti (bandiera) | AC    | Lonnie Shelton | 1955 | 203  | 109  |
| 10 | Stati Uniti (bandiera) | G     | Butch Graves   | 1962 | 191  | 91   |
| 10 | Stati Uniti (bandiera) | G     | Robert Smith   | 1955 | 180  | 75   |
| 12 | Stati Uniti (bandiera) | G     | Kevin Williams | 1961 | 188  | 79   |
| 16 | Stati Uniti (bandiera) | G     | Johnny Davis   | 1955 | 188  | 77   |
| 20 | Stati Uniti (bandiera) | G     | Geoff Huston   | 1957 | 188  | 79   |
| 21 | Stati Uniti (bandiera) | G     | World B. Free  | 1953 | 188  | 84   |
| 22 | Stati Uniti (bandiera) | G     | Michael Wilson | 1959 | 193  | 79   |
| 25 | Stati Uniti (bandiera) | GA    | Ron Anderson   | 1958 | 201  | 98   |
| 32 | Stati Uniti (bandiera) | AC    | Roy Hinson     | 1961 | 206  | 95   |
| 33 | Stati Uniti (bandiera) | GA    | Paul Thompson  | 1961 | 198  | 95   |
| 35 | Stati Uniti (bandiera) | AC    | Phil Hubbard   | 1956 | 203  | 98   |
| 41 | Stati Uniti (bandiera) | AC    | Mark West      | 1960 | 208  | 104  |
| 44 | Stati Uniti (bandiera) | A     | Edgar Jones    | 1956 | 208  | 102  |
| 45 | Stati Uniti (bandiera) | AC    | Jeff Cook      | 1956 | 208  | 98   |
| 50 | Stati Uniti (bandiera) | AC    | Ben Poquette   | 1955 | 206  | 107  |
| 54 | Stati Uniti (bandiera) | C     | Mel Turpin     | 1960 | 211  | 109  |

## Staff tecnico
- Allenatore: George Karl
- Vice-allenatore Gene Littles, Morris McHone